# Lijst van rivieren in Vermont
Dit is een incomplete lijst van rivieren in Vermont.
- Batten Kill River
- Black River
- Connecticut River
- Hoosic River
- Jail Branch River
- Joes River
- Lamoille River
- La Platte River
- Lemon Fair River
- Mad River
- Mettawee River
- Missisquoi River
- Moose River
- Nulheegan River
- Ompompanoosuc River
- Otter River
- Passumpsic River
- Poultney River
- Saxtons River
- Waits River
- Wells River
- West River
- Winooski River
- White River

Alabama · Alaska · Arizona · Arkansas ·  Californië · Colorado · Connecticut · Delaware · Florida · Georgia · Hawaï · Idaho ·  Illinois · Indiana · Iowa · Kansas · Kentucky · Louisiana · Maine · Maryland · Massachusetts · Michigan · Minnesota · Mississippi · Missouri · Montana · Nebraska · Nevada · New Hampshire · New Jersey · New Mexico · New York ·  North Carolina · North Dakota · Ohio · Oklahoma · Oregon · Pennsylvania · Rhode Island · South Carolina · South Dakota · Tennessee · Texas · Utah · Vermont · Virginia · Washington (staat) · Washington D.C. · West Virginia · Wisconsin · Wyoming